# Pavol Slatinský
Pavol Slatinský (do roku 1941 Pavol Salatnay, 7. ledna 1914 Domaníky – 19. dubna 1945 Závada) byl slovenský pilot, účastník Slovenského národního povstání a příslušník 1. československé smíšené letecké divize.

## Život

### Před druhou světovou válkou
Pavol Salatnay se narodil 7. ledna 1914 v Domaníkách na jižním Slovensku v rodině rolníka a od roku 1919 železničního zaměstnance Jána Salatnaye a jeho manželky Johany. Vychodil obecnou školu v Hontianských Nemcích, měšťanskou školu v Krupině a vyučil se zámečníkem. V roce 1936 se přihlásil do akce 1000 nových pilotů republice a ve zvolenském aeroklubu získal pilotní výcvik. Po jeho ukončení stále v roce 1936 nastoupil prezenční vojenskou službu, v rámci které jeho letecký výcvik pokračoval. Postupně sloužil v Piešťanech, Chebu a Prostějově, od roku 1937 pak na letišti ve Spišské Nové Vsi.

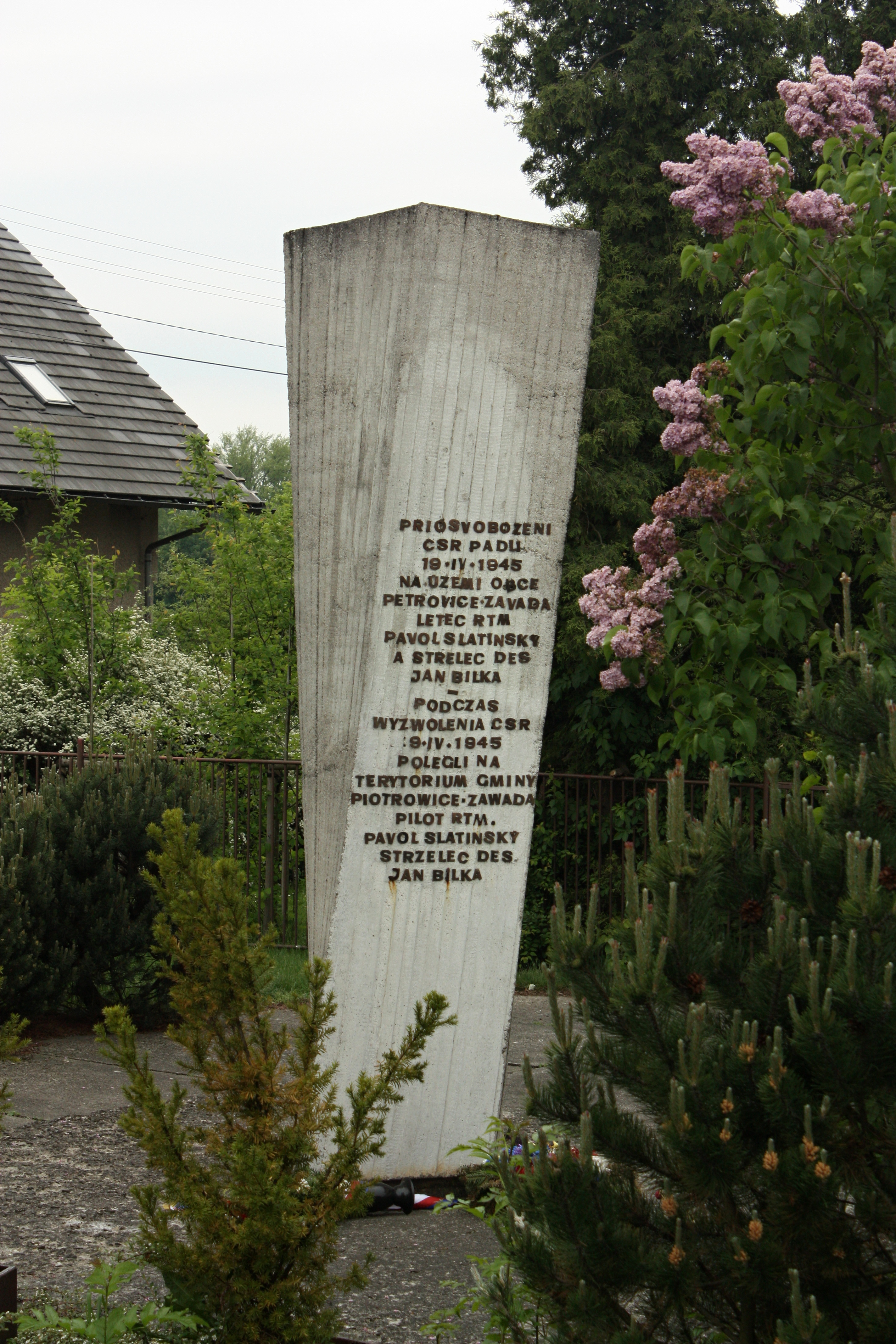
Pomník Pavola Slatinského a Jána Bilky v Závadě

### Druhá světová válka
Po rozpadu Československa v březnu 1939 přešel Pavol Salatnay do nově vzniklé slovenské armády, místo jeho působení ve Spišské Nové Vsi se nezměnilo. Ještě v roce 1939 se zúčastnil bojů s Maďary a oženil se s Margitou Ivádiovou. Manželům se v roce 1940 narodila dcera Eva a v roce 1944 dcera Magdaléna. V roce 1941 si poslovenštil příjmení na Slatinský. Po vypuknutí Slovenského národního povstání se k němu přidal. S nákladním automobilem naloženým leteckým materiálem se přesunul na letiště Tri Duby, kde poté působil jako pilot Kombinované letky. Létal na pozorovacích a lehkých bombardovacích dvouplošnících Letov Š-328 společně s pozorovatelem a budoucím spisovatelem Jozefem Modrovichem. Na své konto si zapsal poškození nepřátelského letounu Focke-Wulf Fw 189. Před porážkou povstání byl společně s dalšími 8. října 1944 letecky přepraven do Sovětského svazu a zařazen do 3. československého bitevního pluku. Po přeškolení začal létat na strojích Iljušin Il-2 a utvořil posádku se zadním střelcem des. Jánem Bilkou. Dne 19. dubna 1945 se oba zúčastnili v rámci Ostravské operace útoku na německé pozice u Závady na Karvinsku. Jejich stroj Iljušin Il-2 č. 23, který startoval z letiště v Porębě, se po zásahu nepřátelskou palbou zřítil k zemi, oba letci zahynuli. Provizorně byli pohřbeni u místní školy, na podzim 1945 byly jejich ostatky přemístěny na hřbitov v nedalekých Petrovicích. Trosky stroje byly vyzdviženy v roce 1979. Dosáhl hodnosti rotmistra.

## Upomínky
- Pavolu Slatinskému byla na jeho rodném domě v Domaníkách čp. 65 odhalena pamětní deska[3]
- Pavolu Slatinskému a Jánu Bilkovi byl na zahradě základní a mateřské školy v Závadě odhalen pomník